# ТВ Център
ТВ Център е федерален телевизионен канал в Русия, в по-голяма част собственост на правителството на Москва. Основан е на 9 юни 1997 година. Отразява предимно политическия, социалния и културния живот на Москва.

## Ръководители

### Генерални директори
- Борис Вишняк (1997 – 1999)[1]
- Константин Ликутов (1999 – 2000)[1]
- Олег Попцов (2000 – 2005)[2][3][4]
- Александър Пономарьов (2005 – 2012)[5]
- Юлия Бистрицкая (от 2012 година)[6]

### Генерални продуценти
- Станислав Архипов (1997 – 1999)[7]
- Кирил Легат (1999)[8]
- Алексей Пищулин (1999 – 2006)[9]
- Александър Олейников (2006 – 2013)[10][11]
- Никита Шумаков (от 2013 година)[12]

### Заместник-генерални продуценти
- Сергей Ломакин (1997 – 1999)

### Председатели на Совета на директорите
- Владимир Евтушенков (1997 – 1999)[1]
- Сергей Ястржембски (1999 – 2000)[13]
- Александър Музикантски (2000 – 2004)[1]
- Валентин Лазуткин (2004 – 2005)[14][15]
- Сергей Цой (2006 – 2011)[16]
- Сергей Собянин (от 2011 година)[17]

### Главни редактори по информационни програми
- Сергей Курохтин (1997 – 1999)[18]
- Борис Костенко (1999 – 2001)[19]
- Павел Каспаров (2001)[19]
- Александър Нехорошев (2001)[20]
- Владимир Ершов (2001 – 2002)[21]
- Игор Федоренко (2002 – 2006)[22]
- Михаил Пономарьов (2006 – 2012)

## Логотип
- 1999 – 2000
- 2006
- 2006 – 2012
- 2012 – 2013
- от 2013 г.